# Бера
Бера, Вера-де-Бідасоа (баск. Bera, ісп. Vera de Bidasoa, офіційна назва Bera/Vera de Bidasoa) — муніципалітет в Іспанії, у складі автономної спільноти Наварра. Населення — 3691 особа (2009).
Муніципалітет розташований на відстані близько 360 км на північний схід від Мадрида, 50 км на північ від Памплони.
На території муніципалітету розташовані такі населені пункти: (дані про населення за 2009 рік)
- Кауле: 49 осіб
- Сія: 151 особа
- Дорнаку: 24 особи
- Шантелеррека/Ельсаурдія: 91 особа
- Гарайтаррета: 93 особи
- Суспела: 64 особи
- Суспельтікі: 115 осіб
- Бера/Вера-де-Бідасоа: 3007 осіб
- Салайн: 97 осіб

## Демографія
Динаміка населення (INE ):

## Уродженці
- Хенаро Селаєта (*1954 — †2008) — відомий у минулому іспанський футболіст, захисник.

## Галерея зображень

Розташування муніципалітету